# Rauw Alejandro: BZRP Music Sessions, Vol. 56
«Rauw Alejandro: BZRP Music Sessions, Vol. 56» es una canción del productor argentino Bizarrap y el cantante puertorriqueño Rauw Alejandro, perteneciente a las BZRP Music Sessions. Fue lanzada el 21 de junio de 2023 a través de Dale Play Records.

## Antecedentes y lanzamiento
A tan solo 3 semanas del lanzamiento de su anterior «BZRP Music Sessions #55» con Peso Pluma, Bizarrap anunció en su cuenta de Instagram en un video la fecha de lanzamiento de la nueva «BZRP Music Sessions #56», el cual sería con Rauw Alejandro, prevista para el 21 de junio de 2023.
En el video se pueden ver varios jóvenes en una tienda de ropa los cuales son invitados a un "probador especial", que resulta ser una cabina para escuchar la nueva «BZRP Music Sessions #56» antes de que se lanzara oficialmente.
La canción fue lanzada oficialmente el 21 de junio de 2023.

## Video musical
El video musical oficial fue lanzado junto con el sencillo el 21 de junio de 2023, y al principio muestra a Rauw Alejandro con un casco y un suéter grueso.
En el video se puede ver a Rauw Alejandro interpretando la canción con auriculares mientras que detrás de él se ve a Bizarrap sentado siguiendo la pista y produciendo la canción con auriculares en su computadora, vestido con un suéter azul. Posteriormente se puede ver nuevamente a Alejandro con el casco y al mismo tiempo se puede ver su rostro en el vidrio del casco.
Al final del video aparece que el 23 de junio de ese mismo año saldría un nuevo sencillo entre ellos titulado «Baby Hello».

## Posicionamiento en listas
| Listas (2023)                               | Mejor posición |
| ------------------------------------------- | -------------- |
| Argentina General (Monitor Latino)          | 18             |
| Argentina Hot 100 (Billboard)               | 10             |
| Bolivia Songs (Billboard)                   | 15             |
| Chile Songs (Billboard)                     | 23             |
| Chile General (Monitor Latino)              | 10             |
| Ecuador Songs (Billboard)                   | 20             |
| El Salvador General (Monitor Latino)        | 9              |
| España Top 100 (Promusicae)                 | 1              |
| Estados Unidos (Hot Dance/Electronic Songs) | 5              |
| Estados Unidos (Hot Latin Songs)            | 36             |
| Estados Unidos (Latin Pop Airplay)          | 9              |
| Global 200 (Billboard)                      | 32             |
| Honduras General (Monitor Latino)           | 3              |
| Panamá General (Monitor Latino)             | 13             |
| Paraguay General (Monitor Latino)           | 12             |
| Peru Songs (Billboard)                      | 12             |
| Rep. Dominicana Top 50 (SODINPRO)           | 21             |

## Certificaciones
| País (organismo certificador) | Certificación | Unidades certificadas |
| ----------------------------- | ------------- | --------------------- |
| España (PROMUSICAE)           | 3x Platino    | 180 000               |
| México (AMPROFON)             | Platino       | 140 000               |